# Луза (Удмуртия)
Луза — деревня в Ярском районе Удмуртии. Входит в состав Еловского сельского поселения.

## География
Деревня расположена на северо-западе республики на расстоянии примерно в 15 километрах по прямой к северу от районного центра Яра.

## Население
| 2010 | 2012 |
| ---- | ---- |
| 19   | ↘17  |

По данным Всероссийской переписи населения 2002 года в деревне проживало 68 человек.  В 2012 — 17 человек   По состоянию на 1 октября 2021 года в деревне никто не проживает.